# Hiroshima – min älskade

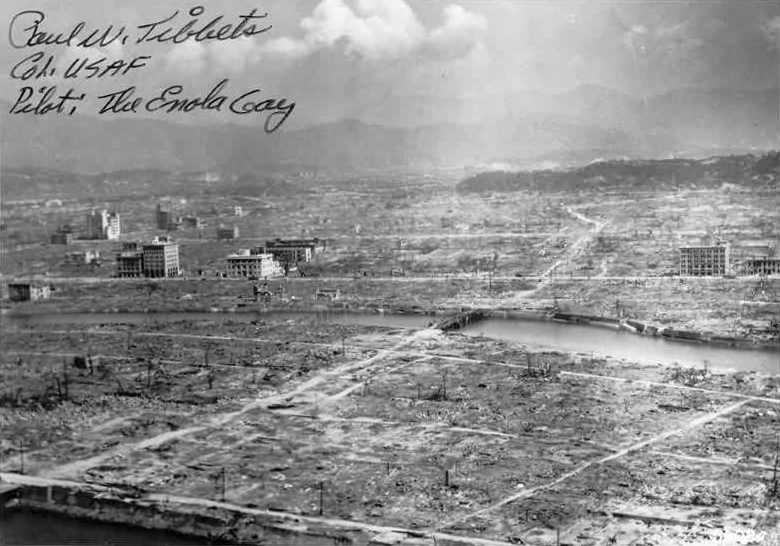
Fotografi över Hiroshima den 6 augusti 1945, taget av den amerikanske piloten Paul Tibbets, som släppte atombomben över staden. Detta landskap porträtteras även i filmen.

Hiroshima – min älskade (originaltitel: Hiroshima mon amour) är en fransk-japansk dramafilm från 1959 i regi av Alain Resnais och manus av Marguerite Duras. Filmen hade stort inflytande i uppkomsten av Franska nya vågen.

## Medverkande
| Emmanuelle Riva | – Hon    |
| Eiji Okada      | – Han    |
| Bernard Fresson | – Tysken |
| Stella Dassas   | – Modern |
| Pierre Barbaud  | – Fadern |